# 高橋村 (兵庫県)
高橋村（たかはしむら）は、兵庫県出石郡にあった村。現在の豊岡市但東町の南東部にあたる。

## 地理
- 山岳：三国山、江笠山、郷路岳
- 河川：出石川、薬王寺川

## 歴史
- 1889年（明治22年）4月1日 - 町村制の施行により、薬王寺村・大河内村・久畑村・後村・東中村・小坂村・佐田村・栗尾村・平田村・正法寺村の区域をもって発足。
- 1956年（昭和31年）9月30日 - 合橋村・資母村と合併して但東町が発足。同日高橋村廃止。